# St. Josef (Passau)

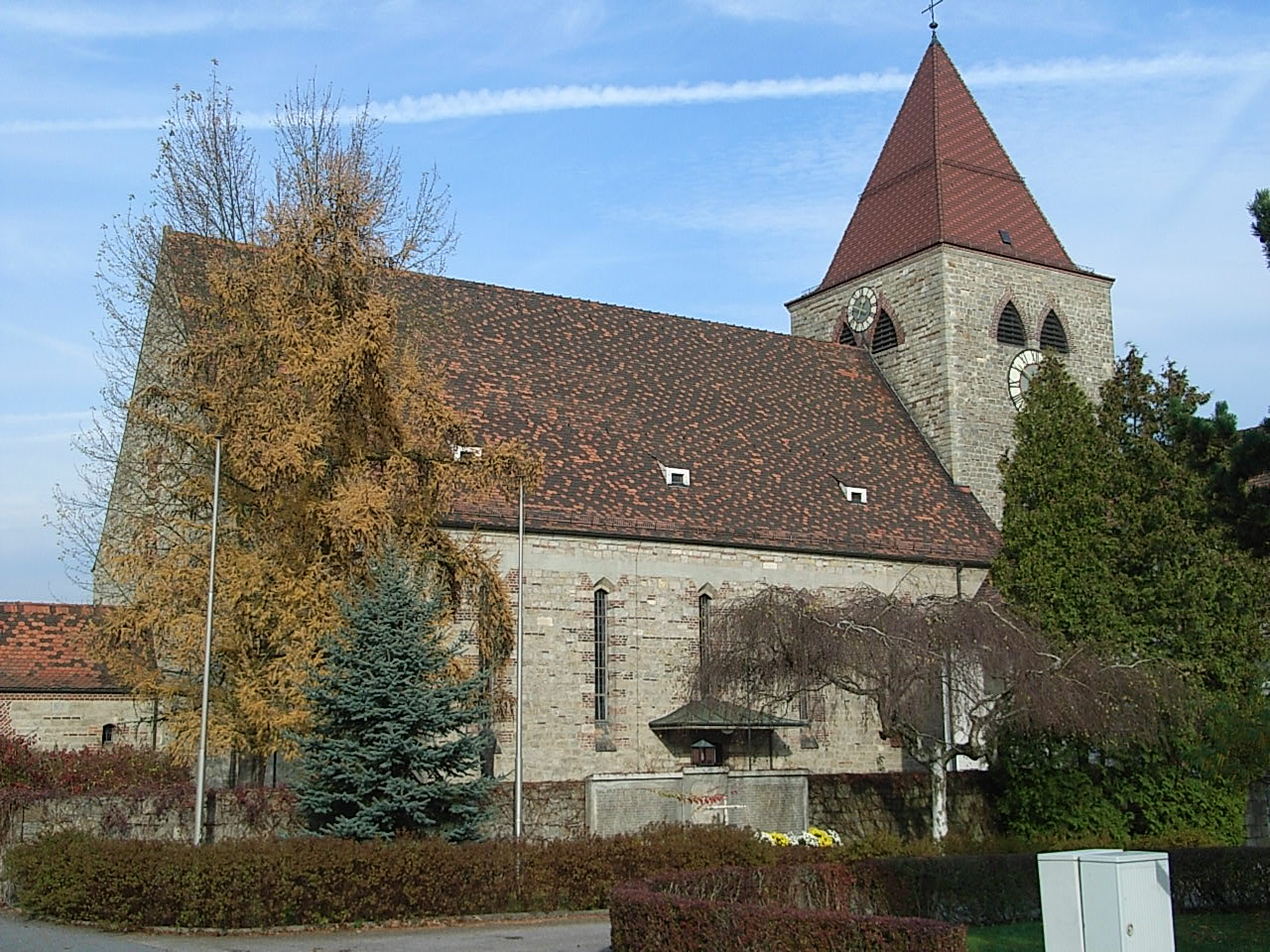
Pfarrkirche St. Josef

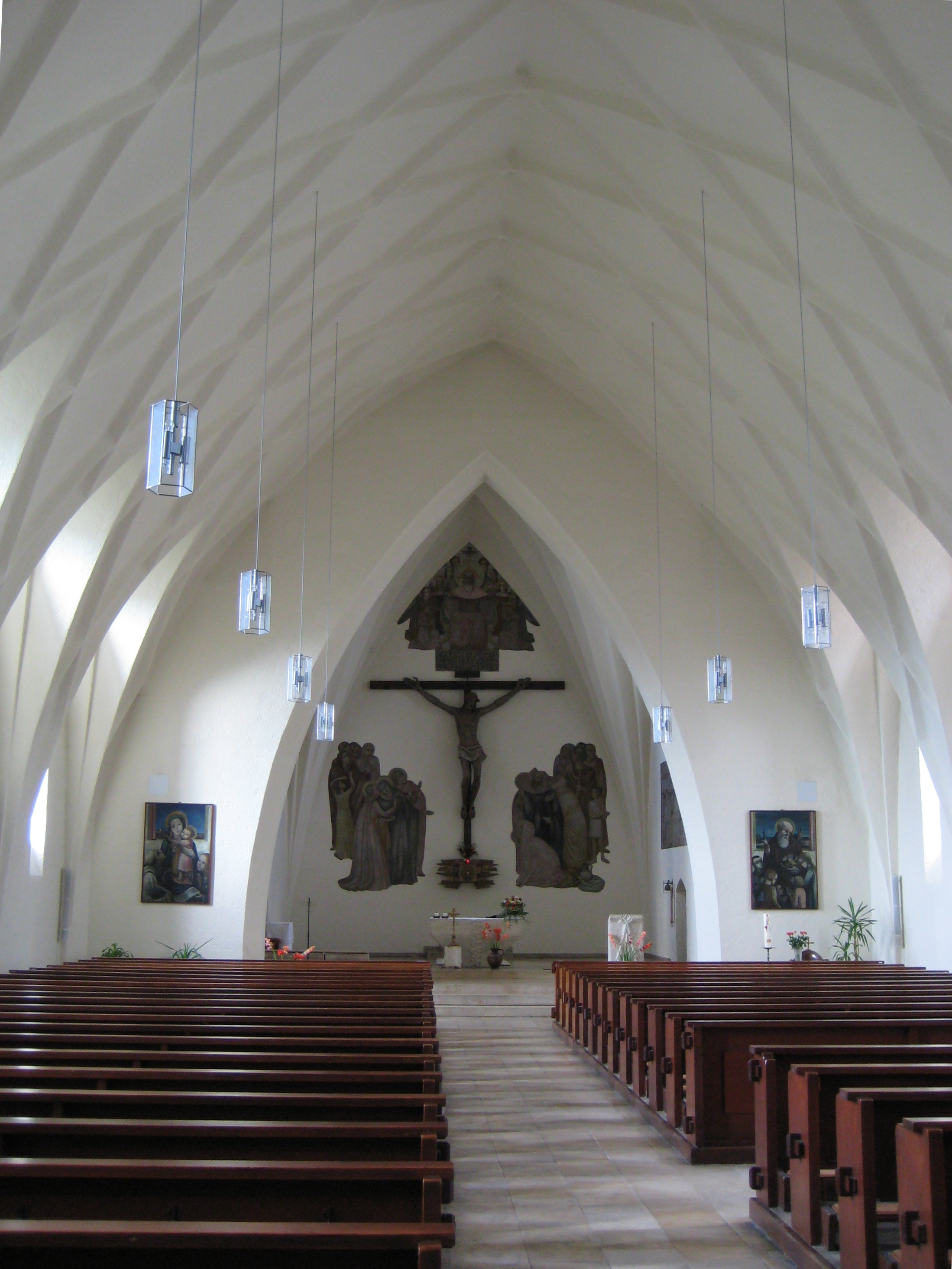
Innenraum von St. Josef

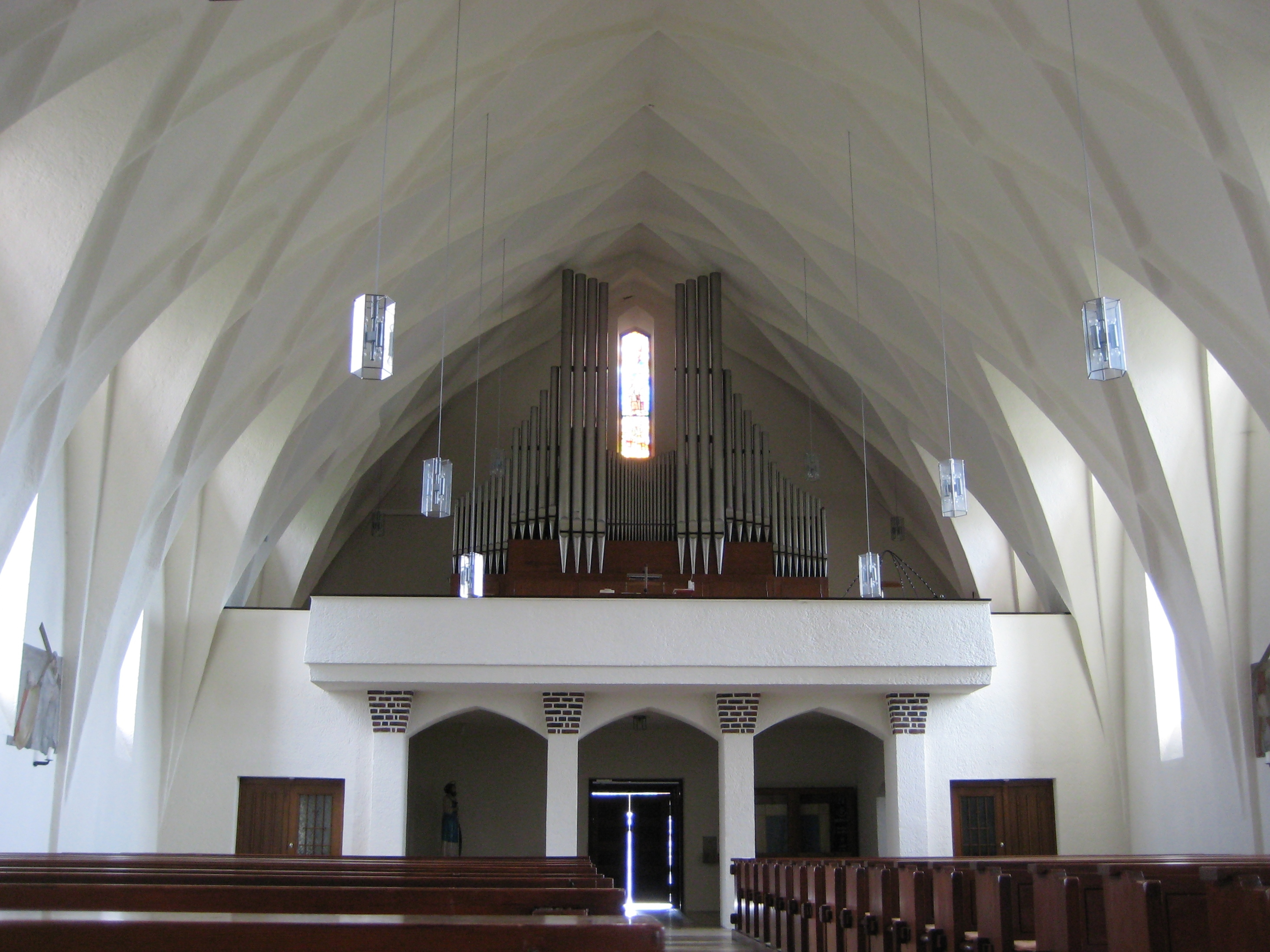
Die Orgel

Festschmuck zum 25-jährigen Bestehen, 1953

St. Josef ist die römisch-katholische Pfarrkirche der Pfarrei Passau-Auerbach in Passau.
Die Kirche wurde von 1927 bis 1928 nach den Plänen von Michael Kurz erbaut. Sie ist ein Granitbau mit deutlicher Anlehnung an mittelalterliche Vorbilder. Der Turm ist als Chorturm ausgeführt. Am repräsentativsten brachte Kurz diesen Stil in der zur selben Zeit erbauten Pfarrkirche St. Josef in Memmingen zum Ausdruck.

## Ausstattung
Die Gemälde und Fresken entstanden 1931 und stammen von Albert Burkart, mit dem Kurz auch in Memmingen zusammenarbeitete.
Das große Altarkreuz wurde 1932 durch Karl Baur geschaffen.
Die moderne Ausstattung der Kirche schuf Wolf Hirtreiter.

## Orgel
Die Orgel wurde 1936 durch die Firma Becker & Hiendl errichtet und hat eine komplett pneumatische Traktur.
1996 wurde die Orgel gegen Holzwurmbefall behandelt und restauriert.
Die acht großen Pfeifen im Prospekt sind blinde Pfeifen.
Disposition:
| I Manual      |    |
| Principal     | 8′ |
| Gemshorn      | 8′ |
| Weit-Gedackt  | 8′ |
| Oktav         | 4′ |
| Travers Flöte | 4′ |
| Oktav         | 2′ |
| Mixtur V      | 2′ |

| II Manual         |        |
| Quintadena        | 8′     |
| Querflöte         | 8′     |
| Geigen-Prinzipal  | 4′     |
| Rohrflöte         | 4′     |
| Nasard            | 2 ⁄3′  |
| Waldflöte         | 2′     |
| Terz              | 1 3⁄5′ |
| Oktav-Zimbel III  | 1⁄4′   |
| Ranket            | 16′    |
| Trompete Harmonik | 8′     |
| Schweller         |        |

| Pedal           |     |
| Subbass         | 16′ |
| Principal-Flöte | 8′  |
| Querflöte       | 8′  |
| Nachthorn       | 4′  |
| Liebl. Posaune  | 16′ |
| Rankett         | 16′ |

- Koppeln: II/I, I/P, II/P
- Oktav-Koppeln: Superoktav I, Suboktav II/I, Superoktav II/I, Superoktav II, Superoktav II/P
- Spielhilfen: Freie Kombination für Register und Oktav-Koppeln,  Crescendo-Walze, Tutti, Tremolo, Ped. piano
- Register-Abschaltungen: Hand ab, P. Rankett ab, Posaune ab, II.M. Rankett ab, Trompete ab

## Geläut
Das Geläut wurde 1929 bzw. 1930 von der Passauer Glockengießerei Lorenz gegossen. In der Karwoche 1942 wurden die drei schwersten Glocken abgenommen. Der damalige Pfarrer Josef Winkler ließ zu Ostern 1942 aus Protest auch die kleinste Glocke nicht läuten. Nach dem Zweiten Weltkrieg wurden die drei großen Glocken im Glockenlager Hamburg wiedergefunden und zurückgegeben. Das Geläut von St. Josef ist insofern besonders, da es als eines der wenigen zwischen den beiden Weltkriegen gegossenen Geläute bis heute besteht.
| Nummer | Name               | Gussjahr | Gewicht (kg, ca.) | Schlagton |
| ------ | ------------------ | -------- | ----------------- | --------- |
| 1      | Christkönigsglocke | 1930     | 2650              | ais0-8    |
| 2      | Familienglocke     | 1929     | 1650              | cis1+2    |
| 3      | Kanisiusglocke     | 1929     | 1100              | dis1-2    |
| 4      | Theresiaglocke     | 1930     | 550               | fis1-1    |

## Trivia
- In der 15. Auflage des Großen Brockhaus, dem sogenannten „Weimarer Brockhaus“, ist St. Josef mit Abbildung des damals noch schmucklosen Chorraumes als Beispiel für den modernen Kirchenbau zu finden.
- Die beim Bau verwendeten Ziegel stammen von der für den Bau des zur selben Zeit gebauten Kachlet-Kraftwerks eigens errichteten Ziegelbrennerei. Dabei wurden in der Granitfassade Klinkerziegel vermauert, welche zum Großteil als Ausschussware galten und somit nichts kosteten.